# Anarchizmus
Az anarchizmus (a görög Αναρχος-ból: uralomnélküliség) politikai ideológiája elutasítja az emberek uralmát más emberek felett, bármiféle társadalmi hierarchiát. Magába foglalja azokat az elméleteket és a meggyőződéseket, melyek támogatják minden kötelező érvényű kormányzat, az állam eltörlését. Ezzel szemben olyan társadalmat tartanak ideálisnak, amelyben az egyének önkéntes alapon működnek együtt különféle kollektívákban, ahol a társadalmi élet alapegysége a kommuna, a termelő munka pedig szövetkezetekben, szindikátusokban folyik.

## Ideológiája
Az anarchizmus célja a szociális igazságtalanságok kiküszöbölése az egyenlő lehetőségek megteremtésével. Az anarchizmus legátfogóbb értelemben uralomnélküliség (anarchia), mely alatt azon politikai rendszert kell értenünk, amely minden külső hatalom és erőszak nélkül, tisztán az emberek szabad, testvéri együttélésén alapszik. Egyediségét az uralomnélküliségre, hatalom nélküli rendre való törekvés adja. Az anarchisták szerint az állam erőszakosan beavatkozik az emberek életébe; a polgárai biztonságát védeni és a társadalmi integrációt megteremteni hivatott intézmények – az oktatás, a jogrend, az erőszakszervezetek – valójában az uralmon lévő elit hatalom tekintélyének megtartását szolgálják, ezért végső soron zsarnokiak és megszüntetendők. Az anarchisták szemében az anarchia társadalmi rendje spontán rend (spontaneous order). Szerintük ennek létrejöttéhez nincs szükség uralmi intézményekre, ellenkezőleg, az uralmi intézmények éppen a spontán rend kialakulását gátolják, s egyes érdekcsoportok akaratát képviselve egy hierarchikus, politikailag vezérelt társadalmat hoznak létre. Az anarchia tehát – szemben a köznapi felfogással – nem káosz, nem zűrzavar, hanem önszabályozó spontán rend. Jászi Oszkár meghatározása az anarchizmusra: „Az a társadalomelmélet, amely az igazságosságra (azaz egyenlőségre és reciprocitásra) törekszik az emberi viszonylatokban (bízva abban, hogy ez egyben a szabadság elérésének útja is), célját az állam teljes kiküszöbölésével véli elérhetőnek.”
Az anarchizmus nem határolható be egyértelműen. Különböző irányzatainak közös jegyeként egyedül az állam elvetésének elve figyelhető meg.
A proudhoni „kispolgári” anarchizmus utópiája a szabad kistermelők hálózatából szerveződő gazdaság és társadalom. A klasszikus, bakunyini anarchizmus voltaképpen a marxizmus néhány ponton módosított verziója, miszerint is a marxi (Marx végső utópiájában sem volt állam) úton nincs szükség az állam kitérőjére, a valódi forradalmi potenciál nem a munkásságban, hanem a parasztságban és a kispolgárokban rejtőzik, valamint hogy a forradalom elkerülhetetlen (Marx elméletét csak később egészítette ki ezzel).
Az anarchoszindikalizmus elsősorban szakszervezeti alapjainak köszönhetően rendelkezett markáns elképzelésekkel az anarchista társadalomról: az anarchoszindikalista utópiában a munkások egyesülése irányította volna az egyes gyárakat.
A 20. században számos személlyel végeztek anarchisták, mint Sisi vagy William McKinley. Ez a terrorista típusú anarchista felfogás az államgépezetet elsősorban annak eszközein keresztül, egyéni szabotázs- és terrorakciókkal próbálja elpusztítani.
A 20. század második felében az anarchizmus a punk eszmei olvasztótégelyében ruházódott fel az önszerveződő társadalom elméletével és azzal a gondolattal, hogy az anarchizmus nem csak szükségszerű, hanem mindenkinek jó is. Ennek alapja az antropológiai optimizmus, amely szerint az ember alapvetően jó, csak a hatalmi struktúra és intézmények rontják meg.
A mai, európai műveltségű anarchizmus egyik legfőbb politikai célja a közvetlen demokrácia megvalósítása, elveti a képviseleti demokráciát. Az anarchista mozgalom egyik örököseként a modern zöldmozgalom decentralizált, hálózati jellegű, spontán-informális és a közvetlen demokrácia eszközeit használja céljai eléréséhez.

## Az anarchizmus főbb irányzatai
- Anarchokommunizmus
- Anarchokapitalizmus
- Anarchoprimitivizmus
- Anarchoszindikalizmus
- Anarchoszocializmus
- Anarcha-feminizmus
- Individualista anarchizmus
- Keresztény anarchizmus
- Ontológiai anarchizmus
- Ökoanarchizmus
- Szituacionizmus
- Nemzeti anarchizmus

## A zenében, filmben, művészetekben
Az anarchizmus nagy hatást gyakorolt a különböző művészetekre, például az irodalomban a szimbolistákra. József Attila ekként fogalmazott – a „szabadság szüli a rendet”, nem pedig a rend a szabadságot. Az avantgárd művészet és az anarchizmus kapcsolata is erős, különösen a szürrealizmus és a dadaizmus esetében. Az 1960-as évek új művészetei is erőteljes antiautoriter vonásokat rejtenek magukban. Fontos hatást gyakorolt még az anarchizmus George Orwell művészetére, aki a spanyol polgárháborúban találkozott az anarchista törekvésekkel. Erről a Hódolat Katalóniának című könyvében írt. Hozzá hasonlóan a polgárháború idején ismerte meg az anarchizmust Carmelo Arden Quin festő is. Lev Tolsztojra is nagy hatást gyakorolt az anarchista mozgalom, ő a keresztény anarchizmus szellemében politikai műveket is írt. A punk zenét tartják egyesek az anarchizmus zenei kifejezőjének. Ennek egyik kultikus filmje az Üvegtörők.

## Könyvek
- Mihail Bakunyin: Isten és az állam
- Mihail Bakunyin: Államiság és anarchia (Gondolat, 1984)
- Batthyány Ervin – Migray József – Schmitt Jenő Henrik: Anarkizmus (1904)
- Bozóki András és Sükösd Miklós (szerk.): Magyar anarchizmus. A magyarországi anarchizmus történeti dokumentumaiból (Balassi, 1998)
- Bozóki András – Sükösd Miklós: Az anarchizmus elmélete és magyarországi története (Cserépfalvi, 1994)
- Bozóki András – Sükösd Miklós (szerk.): Az anarchizmus klasszikusai (Mundus Magyar Egyetemi Kiadó Kft., 2009)
- Bozóki András – Seres László – Sükösd Miklós: Anarchizmus ma (T-Twins, 1994)
- Gyurgyák János (sorozatszerk.): Modern ideológiák: Anarchizmus. Szöveggyűjtemény (Századvég, 1991)
- Konok Péter: „… a kommunizmus gyermekbetegsége?” Baloldali radikalizmusok a 20. században. (Napvilág Kiadó, 2006) ISBN 963-9350-82-6
- Pjotr Alekszejevics Kropotkin: Egy forradalmár feljegyzései
- Pjotr Alekszejevics Kropotkin (Kropotkin Péter): A kölcsönös segítség mint természettörvény (Athenaeum Irodalmi és Nyomdai Rt., 1908) Fordította Madzsar József
- Mikonya György: Rend a rendetlenségben, avagy A szabadság útvesztői – anarchisták és nevelés (ELTE Eötvös Kiadó Kft., 2009)
- Peter Gelderloos – Működőképes anarchia (2010)